# Kévin Vandendriessche
Kévin Vandendriessche (Lesquin, 7 agosto 1989) è un ex calciatore francese, di ruolo centrocampista.